# Islandia na Zimowych Igrzyskach Olimpijskich 1994
Islandię na Zimowych Igrzyskach Olimpijskich 1994 w norweskim Lillehammer reprezentowało 5 zawodników (4 mężczyzn i 1 kobieta), którzy wystartowali w 2 dyscyplinach.
Był to dwunasty start Islandii na zimowych igrzyskach olimpijskich.

## Wyniki

### Biegi narciarskie
Mężczyźni
| Zawodnik              | Konkurencja          | Finał  | Finał | Finał   | Finał | Finał        | Finał |
| Zawodnik              | Konkurencja          | Start  | Poz.  | Czas    | Poz.  | Łączny wynik | Poz.  |
| --------------------- | -------------------- | ------ | ----- | ------- | ----- | ------------ | ----- |
| Rögnvaldur Ingþórsson | 10 km st. klasycznym |        |       |         |       | 28:51.2      | 78    |
| Rögnvaldur Ingþórsson | 15 km st. zmiennym   | +04:31 | 78    | 42:25.2 | 69    | +11:07.4     | 69    |
| Rögnvaldur Ingþórsson | 30 km st. dowolnym   |        |       |         |       | 1:27:45.8    | 67    |
| Rögnvaldur Ingþórsson | 50 km st. klasycznym |        |       |         |       | 2:32:52.9    | 60    |
| Daníel Jakobsson      | 10 km st. klasycznym |        |       |         |       | 27:09.7      | 50    |
| Daníel Jakobsson      | 15 km st. zmiennym   | +02:49 | 50    | 40:08.0 | 50    | +7:08.2      | 49    |
| Daníel Jakobsson      | 30 km st. dowolnym   |        |       |         |       | 1:20:34.5    | 38    |
| Daníel Jakobsson      | 50 km st. klasycznym |        |       |         |       | 2:24:57.0    | 55    |

### Narciarstwo alpejskie
Mężczyźni
| Zawodnik           | Konkurencja   | Zjazd 1 | Zjazd 2 | Zjazd 3 | Łączny wynik | Łączny wynik |
| Zawodnik           | Konkurencja   | Czas    | Czas    | Czas    | Czas         | Poz.         |
| ------------------ | ------------- | ------- | ------- | ------- | ------------ | ------------ |
| Haukur Arnórsson   | Slalom        | DNF     |         |         | DNF          |              |
| Kristinn Björnsson | Slalom Gigant | 1:33.88 | 1:27.28 |         | 3:01.16      | 30           |
| Kristinn Björnsson | Slalom        | DNF     |         |         | DNF          |              |

Kobiety
| Zawodnik            | Konkurencja   | Zjazd 1 | Zjazd 2 | Zjazd 3 | Łączny wynik | Łączny wynik |
| Zawodnik            | Konkurencja   | Czas    | Czas    | Czas    | Czas         | Poz.         |
| ------------------- | ------------- | ------- | ------- | ------- | ------------ | ------------ |
| Ásta Halldórsdóttir | Super-Gigant  |         |         |         | DNF          |              |
| Ásta Halldórsdóttir | Slalom Gigant | 1:28.02 | 1:16.18 |         | 2:44.20      | 23           |
| Ásta Halldórsdóttir | Slalom        | 1:01.86 | 59.69   |         | 2:01.55      | 20           |